# Hartonymus
Hartonymus is een geslacht van kevers uit de familie van de loopkevers (Carabidae). De wetenschappelijke naam van het geslacht is voor het eerst geldig gepubliceerd in 1914 door Casey.

## Soorten
Het geslacht Hartonymus omvat de volgende soorten:
- Hartonymus alternatus (Leconte, 1863)
- Hartonymus hoodi Casey, 1914